# Walter Panknin
Walter Panknin (* 28. März 1925 in Stretzin, Kreis Schlochau; † 27. Oktober 2015 in München) war ein deutscher Maschinenbauingenieur, Hochschullehrer und Manager.

## Leben
Walter Panknin studierte Maschinenbau an der Technischen Hochschule (TH) Stuttgart. Im Anschluss war er Mitarbeiter von Erich Siebel an der staatlichen Materialprüfungsanstalt Stuttgart. 1957 wechselte er als Direktionsassistent zur Firma Schuler in Göppingen. 1959 promovierte er an der TH Stuttgart. Von 1961 bis 1970 war er Ordinarius für Verformungskunde sowie Direktor des Instituts für Verformungskunde an der Technischen Universität Berlin. 1970 wechselte Panknin als technischer Geschäftsführer zurück zur Firma Schuler. Nach seiner Pensionierung war er als beratender Ingenieur tätig.
Walter Panknin war von 1980 bis 1988 Vorstandsvorsitzender der Deutschen Forschungsgesellschaft für Blechverarbeitung (DFB). Er war auch Vorstandsvorsitzender der Europäischen Forschungsgesellschaft für Blechverarbeitung (EFB) e. V. Er gehörte dem Verein Deutscher Ingenieure (VDI) mit der Mitgliedsnummer 510883 an.

## Ehrungen
- 1964: VDI-Ehrenring[2]
- 1978: Erich-Siebel-Gedenkmünze
- 1985: VDI-Ehrenzeichen[3]
- 1988: Ehrenmitglied der Deutschen Forschungsgesellschaft für Blechverarbeitung

## Schriften (Auswahl)
- Die Ermittlung der Fließkurven von Schraubenwerkstoffen. Westdeutscher Verlag, Opladen 1958 (zusammen mit Wolfgang Möhrlin).
- Die Grundlagen des Tiefziehens im Anschlag unter besonderer Berücksichtigung der Tiefziehprüfung. Triltsch, Düsseldorf 1963.
- Untersuchungen über den Einfluß einer überlagerten Spannung auf die spezifische Formänderungsarbeit im Torsionsversuch. Verlag Stahleisen, Düsseldorf 1970 (zusammen mit Manfred Bach).